# هارولد نيلسون
هارولد نيلسون (بالإنجليزية: Harold Nelson) هو عداء مسافات طويلة نيوزلندي، ولد في 26 أبريل 1923 في دنيدن في نيوزيلندا، وتوفي في 1 يوليو 2011 في Richmond, Tasman ‏ في نيوزيلندا.

## وصلات خارجية
- هارولد نيلسون على موقع اللجنة الأولمبية الدولية (الإنجليزية)
- هارولد نيلسون على موقع أوليمبيديا (الإنجليزية)
- هارولد نيلسون على موقع اللجنة الأولمبية النيوزيلندية (الإنجليزية)